# Porotrichum thieleanum
Porotrichum thieleanum là một loài Rêu trong họ Neckeraceae. Loài này được (Müll. Hal.) Mitt. miêu tả khoa học đầu tiên năm 1869.